# Meine 16 Söhne
Meine 16 Söhne ist ein 1955 entstandener, deutscher Spielfilm von Hans Domnick mit völkerverbindender Botschaft. Lil Dagover spielt die Hauptrolle, Karl Ludwig Diehl stand hier zum letzten Mal vor der Kamera.

## Handlung
Bremen, Mitte der 1950er Jahre. Frau Senator Giselius steht einem von ihr in Gedenken an ihren im Zweiten Weltkrieg gefallenen Sohn ins Leben gerufenen, hansestädtischen Musikwettbewerb vor, der nicht nur das allgemeine Interesse der deutschen Jugend am (klassischen) Musizieren vertiefen, sondern zugleich, zehn Jahre nach Ende des großen Völkerschlachtens in Europa, in völkerverbindender Weise den europäischen Gedanken fördern soll. Zu diesem Zweck wurden vier Streichquartette à vier Mann nicht nur aus Berlin und Dresden, sondern (von Frau Senator aus einer spontanen Eingebung heraus) auch aus dem Ausland, der Schweiz und Frankreich, in die Hansestadt eingeladen, um in einem fröhlichen und künstlerische hochklassigen Wettstreit gegeneinander anzutreten. Frau Senator nennt ihre Schutzbefohlenen denn auch liebevoll ihre 16 Söhne. Der Gewinner soll als Preis ein vom Senat ausgelobtes, dreijähriges Stipendium erhalten. Doch die Satzungsregel des Bremer Senats erweist sich als großes Hindernis: Das ausgelobte Stipendium darf nur an deutsche Musiker vergeben werden. 
Somit scheint der Ausschluss der Franzosen und Schweizer unausweichlich und die dadurch ad absurdum geführte Veranstaltung droht in einem Gestrüpp aus nationalem Kleingeist und hanseatischer Bürokratie zu versinken … wäre da nicht der Kameradschaftsgeist der jungen Künstler, der weit über das trennende Moment, die unterschiedlichen Herkünfte und Nationalitäten, hinwegreicht. Die deutschen Musiker kündigen daraufhin an, aus Solidarität mit den ausländischen Kollegen auf die Teilnahme am Wettbewerb verzichten, sollten die Ausländer ausgeladen werden. Der Senat lenkt ein und stimmt einer Satzungsänderung zu, sodass eine paneuropäische Lösung gefunden wird. Fortan treten nun nicht mehr rein nationale Quartette gegeneinander an: Man tauscht innerhalb der vier Quartette und „vergemeinschaftet“ damit die Musik, auch wenn so manche Erinnerung – beispielsweise die Zerstörung des historischen Dresden durch angloamerikanische Bomberverbände im Februar 1945, die den politisch geschulten Leiter des Dresdner Quartetts, Herbert Schwerdtfeger, überheblich und unausstehlich erscheinen lassen – dem verbindenden Gedanken noch manchmal schmerzlich entgegensteht. 
Und so sind es gerade die deutsch-deutschen Musiker, die im Rahmen dieser Veranstaltung so etwas wie eine friedliche Koexistenz vorleben und, zumindest in dieser Geschichte, etwaige noch vorhandene Gräben der Vergangenheit zuschütten helfen. Die Idee vom friedlichen Miteinander von Menschen unterschiedlicher Nationalität ist gerettet. Zum Dank für das besonders starke Engagement des Dresdner Streichmusikers Dieter, zu dem Frau Senator eine besonders innige Beziehung aufgebaut hat, überlässt sie diesem die Amati-Geige ihres gefallenen Sohnes. Über die Liebe zur klassischen Musik hinaus kommt auch die zwischenmenschliche Liebe nicht zu kurz, seit der französische Erste Geiger charmant um die verwitwete Giselius-Schwiegertochter Renate zu werben beginnt. Dies, so die Botschaft, ist der schönste Beweis eines humanen und friedvollen Miteinanders im Drehjahr 1955. Und so entscheidet folgerichtig das Bremer Kuratorium, den Stipendium-Preis gleich an alle vier Quartettteilnehmer zu verleihen, sodass in den kommenden drei Jahren Frau Senator Giselius in ihrem vornehmen Patrizierhaus nunmehr gleich 16 „Söhne“, eine wahrhaftige Völkerfamilie, beherbergen darf.

## Produktionsnotizen
Die Dreharbeiten zum Film, der in manchen Kinos auch unter dem Titel Verwegene Musikanten lief, fanden wohl in der zweiten Jahreshälfte 1955 statt. Die Uraufführung erfolgte am 1. März 1956 in Hannover.
Herbert Junghanns übernahm die Produktionsleitung, die Filmbauten entwarf Gabriel Pellon. Charlotte Flemming zeichnete für die Kostümentwürfe verantwortlich. Walter Hrich diente als einfacher Kameramann unter Chefkameramann Fritz Arno Wagner.

## Kritik
Im Lexikon des Internationalen Films heißt es knapp: „Unterhaltungsfilm mit betont völkerverbindender Absicht.“